# トリプル・キッチン
『トリプル・キッチン』は、2006年8月1日の火曜日21:00 - 22:48に、TBS系で放送されたテレビドラマのスペシャルである。正式名称は、『積水ハウスドラマスペシャル トリプル・キッチン』である。視聴率14.8%。

## 概要
1993年に同局で放送された連続テレビドラマ『ダブル・キッチン』の続編として作られた（脚本も同じ西荻弓絵、演出も同じ吉田秋生）。その為、『ダブル』の流れを汲んでおり、その頃の出演者が多く出演している。特別番組のため、エピソードの区切りとして江角演じる桐子がうどんを打つシーンと野際演じる美子がお祓いをするシーンが交互に映された。
積水ハウスの冠スポンサーとなっている。グループCM「積水ハウスの歌」も放送された。
キャッチコピーは、「三世帯で、笑顔も三倍!?」（表記がなぜか「世代」ではない）。

## ストーリー
専業主婦の今泉桐子（江角マキコ）は、銀行員の夫・裕道（加藤浩次）と二人の子供、桃香（遼花）、元気（秋元晏斗玲）と共に、ロンドンで優雅セレブ生活を送っていた。ところが突然、3年間の海外赴任が終わりを告げ、日本に帰国することになった。そのため、神社経営をする夫の実家で、姑・美子（野際陽子）とその夫・幸彦（伊東四朗）、義理の妹・奈々（さくら）とその夫・栄作（相葉雅紀）たちと三世代住宅で同居生活することに……。

## キャスト

### 今泉家
今泉桐子
演 - 江角マキコ
専業主婦。気が強く、西洋カブレの合理主義者。 29歳のとき銀行員の夫・裕道とできちゃった結婚をし、7歳の娘と4歳の息子がいる。夫の仕事で、3年間のロンドン海外赴任から帰国したばかり。赴任先ではメイドに家事を任せ、子供と自分のお稽古に明け暮れる優雅なセレブ生活を送っていた。帰国後、東京に一旦は滞在するも、なぜかまたロンドンに戻るつもりでいる。その間、夫の実家で一時的同居を踏み切ることに。
今泉美子
演 - 野際陽子
桐子の姑。古き良き日本人の代表。東京にある古い神社の宮司で、亡き母が日本で初めて女性宮司になった人。毎日分刻みのスケジュールをこなし、日々、氏子さんの悩みや愚痴を親切に聞いている。
今泉裕道
演 - 加藤浩次（極楽とんぼ）
桐子の夫。神社の長男。徹底的に気が弱く、お人よし。両親の差し金もあり、一度は社会に出るべきという忠告を守って銀行に就職。そこで見つけた妻・桐子には、神社を継ぐことを内緒に結婚した。神社経営にあまり乗り気がせず、生活面も心配で、なかなか決心がつかない。家庭では妻の言い分も、母の言い分もよく分かるため、しょっちゅう板ばさみになる。
今泉幸彦
演 - 伊東四朗
美子の夫で、桐子の舅。温厚な人格者で「和を以って、貴しとなす」がモットー。妻の美子が、宮司として神社を継がなければならなかったため婿養子に入る。元銀行マンで、定年退職後は神社を手伝いつつ、忙しい美子の代わりに時々台所に立つ。孫の人気取りに、スイーツ教室に通っている為、スイーツ作りが趣味。嫁と姑の争いの中、桐子の夫・裕道と同様、肩身の狭い生活を送る。
今泉桃香
演 - 遼花
桐子と裕道の娘であり、長女。小学校1年生の7歳。日本語より英語を喋るのが得意。日本の文化を知らず、神社でも「アーメン！」と拝み、箸の持ち方を知らない。行儀が悪く、正座もできなければ、敬語も知らない。生意気な性格は母・桐子譲りである。今泉家全員を巻き込み、インターナショナルスクールの編入試験に挑む。
今泉元気
演 - 秋元晏斗玲
桐子と裕道の息子であり、長男。4歳。姉の桃香同様、やはり日本語より英語を喋る方が得意。父・裕道の温和な性格を受け継いでいる。

### 小田島家
小田島栄作
演 - 相葉雅紀（嵐）
奈々の夫。人付き合いが苦手で、引きこもりがち。元売れない劇団員で、今はニートをしている。結婚するまでサラリーマンだったが、一生続けていくことに疑問を感じ、新婚早々会社を退職。以来、家に引きごもりがちで、一日中パソコンに向かい合っている。人と衝突するのが嫌で、妻・奈々のやることに一切文句を言わないところが、取り得である。
小田島奈々
演 - さくら
栄作の妻であり、裕道の妹。いつもマイペースで、我が道をいく。元売れない劇団員で、現在はアニメの声優としてジワジワ売れ始めている。劇団員の頃知り合った栄作と結婚したばかりだが、新婚早々夫が会社を退職。それでも夫には、自分にない才能があると信じている。外面は良いが、家では全く正反対。家事は全般苦手で、家の仕事は手伝わない。ロンドン赴任から帰国した義姉・桐子に「家事をやってもらえたらラッキー」と思っている。

### 久保家
久保里子
演 - 岡本麗
美子の妹。宮司を継いだ姉と違い、さっさと嫁いだ身だが、神社の後継者問題に乗じて「後継者がいなければ、自分の息子・太蔵に後を継がせる」と言い出す。実は、神社のある土地に目をつけている。
久保太蔵
演 - 石原良純
里子の息子。ベンチャー企業を経営し、母に似て口がうまい。神社の土地に目をつけた母と一緒に、神社を乗っ取ろうとしている。

### 寺田家
寺田ユウノスケ
演 - 佐野史郎
元売れないバンドマン。13年前は妻・静の実家で肩身の狭い思いをしていたが、なぜか英語塾の事務長をしている。インターナショナルスクールに桃香を編入したがっている桐子に、受験の秘策を伝授する。
寺田静
演 - 横山めぐみ
ユウノスケの妻。バンドマンの夫と結婚し、経済的に苦労した経験から、子供の教育に力を入れている。相も変わらずユウノスケとの仲はアツアツで幸せな生活を送っている。

### その他
順子
演 - 加藤たか子
諸隈真紀子
演 - 佐々木すみ江
今泉平八郎
演 - 谷津勲
佐藤ハツ
演 - 星野晶子

## スタッフ
- 企画 - 貴島誠一郎
- 脚本 - 西荻弓絵
- 音楽 - 長谷部徹
- 演出 - 吉田秋生
- プロデューサー - 植田博樹、津留正明
- 制作 - TBSテレビ
- 製作著作 - TBS